# Farabundo Martí
Farabundo Agustín Martí (Teotepeque, departament de La Libertad, El Salvador, 1893 - 1 de febrer de 1932) fou un líder popular salvadorenc.

## Biografia
Va créixer en un ambient camperol i els seus amics li deien «El Negro Martí». Va cursar el batxillerat en Ciències i Lletres (1913) i va abandonar els estudis universitaris en jurisprudència i ciències socials per a dedicar-se plenament a l'activisme polític d'esquerres. Va treballar de peó i paleta per a "comprendre millor l'explotació dels pobres".
Fou representant del Socors Roig Internacional i en poc temps va ser una figura destacada de la lluita revolucionària salvadorenca, el que li va comportar diversos arrestos i exilis del país.
El seu primer exili polític, el 1920, el va conduir a Guatemala, on va viure cinc anys amb comunitats indígenes, fins que fou expulsat de Guatemala el 1925 i tornà al Salvador. Poc temps després, va ser desterrat a Nicaragua per ordre del president Alfonso Quiñónez Molina.
Allà, Martí es va incorporar a la lluita anti-imperialista i posteriorment es va adherir a l'Exèrcit Defensor de la Soberania Nacional de Nicaragua, liderat per Sandino, on se li va atorgar el grau de coronel.
Va acompanyar a Sandino a la ciutat de Mérida, Mèxic, el 1929. Allà es van separar i es va dirigir sol a la ciutat de Mèxic, d'on va ser expulsat el 1930. De retorn a El Salvador, va ser arrestat diverses vegades i va ser expulsat de nou a Guatemala a finals de 1931.
Durant la preparació de la revolta de milers de camperols a la regió occidental d'El Salvador, que va tenir lloc el 22 de gener de 1932, Martí va intentar prendre part en la conducció de la revolta, com a membre de la dirigència del Partit Comunista d'El Salvador, però els seus plans van ser develats tres dies abans pel govern de Maximiliano Hernández Martínez. Martí fou capturat el 19 de gener de 1932 i condemnat a mort per un consell de guerra, juntament Alfonso Luna i Mario Zapata, ambdós també dirigents comunistes, amb qui va morir afusellat.
A l'abril de 1970, es creen a El Salvador les Forces Populars d'Alliberament Farabundo Martí (FPL). El 10 d'octubre de 1980, aquesta i altes tres organitzacions formaren el Frente Farabundo Martí para la Liberación Nacional (FMLN).